# Philippe Taverne
Philippe Taverne (* 1952) ist ein belgischer EU-Beamter. Er leitete von 2012 bis 2016 als Generaldirektor den Internen Auditdienst der Europäischen Kommission. 
Philippe Taverne absolvierte bis 1976 ein Masterstudium an der Université libre de Bruxelles. Anschließend war er zunächst im Bereich der Wirtschaftsprüfung und des Finanzcontrolling tätig. Er trat 1983 in den Dienst der Europäischen Kommission und bekleidete dort verschiedene Funktionen. In der Generaldirektion Personal und Verwaltung wurde er 2000 Direktor für Personalpolitik. Er wechselte 2002 in die Generaldirektion Haushalt und amtierte dort ab 2009 als stellvertretender Generalsekretär. Im März 2012 übernahm er die Leitung des Internen Auditdienstes.